# Alessandro Grandi
Alessandro Grandi (død 1630 i Bergamo) var en italiensk sanger, kapelmester og komponist. Han var en af de mest opfindsomme, indflydelsesrige og populære komponister i sin tid, kun overgået i Norditalien af Monteverdi.
Hans fødested og fødselsdato er ikke sikkert kendt, men er enten 1577 på Sicilien eller 1586 i Ferrara. Hans familie, forløbet af hans opvækst og hans uddannelse er heller ikke kendt. Han dukker for første gang op i 1597, hvor han blev udnævnt til kapelmester ved Ferraras Accademia della Morte. Efter flere ansættelsesforhold virkede han fra 1617 som sanger i koret ved Markuskirken i Venedig og fra 1620 blev han vicekapelmester og Claudio Monteverdis assistent. I 1627 blev han udnævnt til kapelmester ved Santa Maria Maggiore i Bergamo. Tre år senere døde både han og hans kone af pest.
Grandi var en af de vigtigste italienske komponister i begyndelsen af 1600-tallet. Med sine talrige kirkemusikalske og verdslige kompositioner øvede han stor indflydelse på senere komponister. Han var den første, som brugte ordet kantate om verdslige, næsten dramatiske værker, en mellemting mellem koncerterende madrigaler og arier. Ved siden af verdslige instrumentalværker skrev han betydelige kirkemusikalske værker, blandt andet flere motetsamlinger, samt salmer og messer. Mens han var ved Markuskirken, skrev han flere bøger med usædvanlig fine sangkompositioner, kaldet Cantade et arie a voce sola  (1620–29).
Han havde øre for smukke melodier, som samtidig passede godt til ordenes mening. I Grandis monodiske "kantater", hvor sangstemmen varierer melodien over en ostinat baslinje, er forløbere for Henry Purcells sange over en "ground-bass". Grandis gejstlige sange i samme stil havde en vis indflydelse på Heinrich Schütz. 
En sædvanlig antagelse om, at han kan have været Giovanni Gabrielis elev, findes der ikke belæg  for, og som modargument taler, at man ikke finder indflydelse fra Gabrieli i Grandis musik. Derimod  finder man i de tidlige værker meget, som minder om Giovanni Croce, mens de sene værker bærer præg af påvirkning fra Monteverdi.